# Tönnjes International Group
Die Tönnjes International Group GmbH (Eigenschreibweise: TÖNNJES INTERNATIONAL GROUP GmbH), ehemals TÖNNJES E.A.S.T. Infrastruktur Invest GmbH, ist ein Unternehmen im Bereich der sicheren Fahrzeugidentifikation. Der Firmensitz befindet sich im niedersächsischen Delmenhorst.

## Geschichte

### Ursprung
1832 wurde die J. H. Tönnjes von Johann Hinrich Tönnjes in Delmenhorst gegründet. Das Unternehmen begann als Korkschneiderei für Flaschenverschlüsse aller Art und entwickelte im Laufe der Zeit Flaschenverschlüsse aus Kunststoff und Aluminium, die später industriell gefertigt wurden. In den frühen 1960er Jahren verwendete das Unternehmen die bestehenden Technologien der Metallverarbeitung und des Kunststoffspritzgusses für die Herstellung der ersten Fahrzeugkennzeichen.
Von Anfang an setzte das Unternehmen auf den Export von Maschinen und Materialien. Im Laufe der Jahre richtete sich Tönnjes neu aus. Heute gehören neben den Kfz-Kennzeichen und Zubehör auch Kunststoffspritzguss sowie Werbeschilder und Beschriftungen zu den Geschäftsfeldern.

### Tönnjes E.A.S.T.
1990 wurde die J. H. Tönnjes E.A.S.T. GmbH & Co KG gegründet, um neben dem klassischen Export auch Produktionsstätten für Kfz-Kennzeichen im Ausland zu gründen und um vor Ort als Lieferant und Dienstleister für die Zulassungsbehörden agieren zu können. Erste Niederlassungen wurden in den ehemaligen Ostblockstaaten wie zum Beispiel in Ungarn, Polen, Russland, Lettland und Litauen gegründet.
Bei der Expansion nach Russland arbeitete man 1991 mit dem russischen Politiker und Geschäftsmann Waleri Ponomarjow zusammen, der zunächst ein Praktikum bei Tönnjes in Delmenhorst absolvierte. In Russland unterstützte man Ponomarjow mit Kapital und Ausrüstung zur Gründung der Firma Znak. Im Gegenzug erhielt Tönnjes eine Mehrheitsbeteiligung von 55 % an ZNAK LCC.
Es wurde die Tönnjes E.A.S.T. Infrastruktur Invest GmbH für strategische Investitionen und Zukäufe sowie zum Halten von Beteiligungen in Europa und Übersee gegründet. Im Jahr 2001 folgte die Tönnjes C.A.R.D. International GmbH für Entwicklungs- und Schwellenländer außerhalb Europas (z. B. Lateinamerika und Afrika). 2011 fusionierten die Familienunternehmen Tönnjes und Utsch das Auslandsgeschäft außerhalb Europas in der neu gegründeten Holding Utsch Tönnjes International AG (UTI) und Tönnjes C.A.R.D. wurde Bestandteil der UTI. Mit Zukäufen in den Vereinigten Staaten und Australien expandierte UTI weiter.
Ende 2018 entschieden sich die neuen Eigentümer sowie der Vorstand der Utsch AG dazu, ihre Beteiligung an UTI komplett an die Tönnjes E.A.S.T. Infrastruktur Invest GmbH zu veräußern. Damit schied der Wettbewerber aus der Gesellschaft aus. Während Tönnjes in den letzten Jahren als Technologielieferant agierte, wurde das Unternehmen damit zum Systemanbieter, der von der Kennzeichenproduktion bis zur Schaffung eines zentralen Zulassungsregisters alle Bereiche der Fahrzeugregistrierung und -identifikation aus einer Hand bietet.
2019 verhängte das Bundeskartellamt Bußgelder gegen die Tönjes Holding AG und andere deutsche Schilderpräger (z. B. Christoph Kroschke GmbH) wegen wettbewerbswidriger Praktiken beim Verkauf von Kfz-Kennzeichen.

### Tönnjes International Group
Anfang des Jahres 2022 stellte das Unternehmen das internationale Geschäft neu auf. Aus der Tönnjes E.A.S.T. Infrastruktur Invest GmbH wurde die Tönnjes International Group GmbH. Diese bündelt die Exportgesellschaften J.H. Tönnjes E.A.S.T. GmbH & Co. KG, Tönnjes C.A.R.D. INTERNATIONAL GmbH und Tönnjes M.O.V.E.R.S. INTERNATIONAL GmbH samt der Tochterfirma Tönnjes Middle East GmbH als Konzern-Holding.
Heute ist die Tönnjes International Group GmbH an über 50 Standorten im Ausland mit lokalen Beteiligungen vertreten und beschäftigt rund 2000 Mitarbeiter weltweit. Das Unternehmen macht seinen gesamten Umsatz in internationalen Märkten außerhalb Deutschlands.

## Produkte und Dienstleistungen
Es lassen sich die Geschäftsfelder des Unternehmens in die Bereiche Software-Lösungen, elektronische Fahrzeugidentifikation, Sicherheitslösungen und Produktionstechnologie aufteilen.

### Software-Lösungen
Die Zulassungssoftware IDeTRUST organisiert plattformunabhängig den behördlichen Prozess der Fahrzeugzulassung. Sie lässt sich zudem an die lokalen Anforderungen anpassen und in bestehende IT-Systeme integrieren. Nicht nur die Fahrzeugregistrierung, sondern auch Abläufe wie die Auftragserfassung, die Kennzeichenproduktion, der Druck von Zulassungsdokumenten, die Lagerhaltung und Lieferung können mithilfe von IDeTRUST gesteuert werden. Gleichzeitig sind die Übermittlung und der Abgleich von Registrierungsdaten sowie eine Vernetzung mit relevanten Schnittstellen wie der Polizei oder dem Zoll möglich. Mit der IDeTRUST Verification App lassen sich Fahrzeuge auch per Smartphone authentifizieren.

### Elektronische Fahrzeugidentifikation
Tönnjes E.A.S.T. Infrastruktur Invest GmbH hat federführend mit den Partnern NXP Semiconductors und Kathrein SE ein auf RFID-Technologie basierendes Sicherheitssystem zur elektronischen Fahrzeugidentifikation entwickelt. Mittelpunkt ist das RFID-Kennzeichen IDePLATE. Es enthält einen integrierten Chip, der den alphanumerischen Datensatz des Kennzeichens in Form einer verschlüsselten Identifikationsnummer speichert. Nach dem gleichen Prinzip funktioniert der ebenfalls von Tönnjes entwickelte Windschutzscheibenaufkleber IDeSTIX, das sogenannte Dritte Kennzeichen. Der passive, batterielose RAIN RFID UHF-Chip kann von autorisierten Lesegeräten, ruhend oder im Fließverkehr ausgelesen werden. Datensätze werden über die eigens entwickelte Software IDeTRUST abgesichert, dekodiert und verifiziert.
Ein Testlauf auf dem Militärstützpunkt Oirschot in der niederländischen Provinz Nordbrabant bestätigte, dass Fahrzeuge mit Chip-basierter RFID-Technologie auch bei Regen, Schnee oder Nebel sicher identifiziert werden können und damit eine bessere Quote als bei der Fahrzeugidentifikation über Kamerasysteme möglich ist.
Bei einem Performance-Test am Sachsenring im März 2019 demonstrierte Tönnjes Kunden und Behördenvertretern aus mehr als 30 Nationen, dass die RFID-basierte IDePLATE-Technologie Fahrzeuge bei einer Geschwindigkeit von bis zu 220 km/h erfasst und authentifiziert. Dazu stellten mehrere Pkw, LKW und Motorräder verschiedene Verkehrsszenarien nach und wurden dabei per Lesegerät und Kamera kontaktlos erfasst. Die Identifikationsquote lag bei der Kombination aus Kamera, IDePLATE und IDeSTIX bei rund 99 Prozent.
Die Tönnjes E.A.S.T. Infrastruktur Invest GmbH berät zudem Behörden und Unternehmen weltweit bei der Einführung und Implementation von analogen oder elektronischen Systemen zur Fahrzeugregistration und -identifikation.

### Sicherheitslösungen
Um eine höhere Fälschungssicherheit zu gewährleisten, entwickelt Tönnjes Lasercodierungen, Wasserzeichen oder ISO-zertifizierte Hochsicherheitshologramme, die aus dem Bankensektor stammen und internationalen Sicherheitsstandards entsprechen. Außerdem bietet Tönnjes einen Sicherheitskennzeichenhalter an. Dieser bietet nach Unternehmensangaben einen höheren Schutz gegen den Diebstahl von Kfz-Kennzeichen, weil zu der Demontage ein Spezialwerkzeug notwendig ist. Die verschiedenen Sicherheitselemente lassen sich zudem miteinander kombinieren.

### Produktionstechnologie
Die Produktionstechnologie für Kfz-Kennzeichen von Tönnjes besteht aus Werkzeugen, Maschinen und Produktionsanlagen, die nach dem Baukastensystem konzipiert sind. Auf diese Weise kann das Unternehmen die einzelnen Elemente individuell an die länderspezifischen Anforderungen anpassen. Gleichzeitig ist eine digitale Verkettung aller Arbeitsprozesse sowie eine permanente Überwachung und Dokumentation der Produktion möglich. Somit kann jeder Produktionsschritt eines Kfz-Kennzeichens dank einer Identifikationsnummer auch später noch zurückverfolgt werden. Im Jahr 2018 lieferte Tönnjes der staatlichen Druckerei Italiens, Instituto Poligrafico e Zecca dello Stato, die erste vollautomatische Kennzeichenproduktion der Welt. Im Jahre 2019 lieferte Tönnjes die schnellste robotergesteuerte Kennzeichenprägefabrik an das Emirat Dubai.